# ذا رجستر
ذا رجستر (بالإنجليزية: The Register)‏ (وتعني السجل) هو موقع متخصص في اخبار التكنولوجيا  اذ شارك في تأسيسه كل من مايك ماجي وجون ليتيس وروس ألدرسون في عام 1994. وفي صحيفة الموقع على الانترنت كتب في راس الصفحة على شكل عنوان فرعي: «عض اليد التي تطعم IT»  (IT ترمز إلى تكنولوجيا المعلومات). ويكمن اهتمامهم الاساسي في أخبار تكنولوجيا المعلومات، والاراء حولها.
وتم إدراج شركة حالة النشر المحدودة واعتبارها ناشر الموقع، ويعد درو كولين هو صاحب الشركة، ولينوس بيرتلز هو المدير العام، وكان أندرو أورلوفسكي هو المحرر التنفيذي قبل ان يترك الموقع الإلكتروني في مايو 2019.

## تاريخ
انشئ موقع ذا رجستر الإلكتروني في لندن كنشرات إخبارية بالبريد الإلكتروني تسمى تشيب كونكشن. وفي عام 1998 أصبح موقع ذا رجستر الإلكتروني مصدر اخبار يومي على الإنترنت، وترك مايك ماجي الموقع في عام 2001 ليصدر منشورات منافسة مثل ذا انكواير وايضاً ات اكزامنر وتاك آي.
انتشر موقع ذا رجستر في عام 2002 ليكون له تأثير في كل من لندن وسان فرانسيسكو، ليتفرع موقع ذا رجستر و اينشئ نسخة الولايات المتحدة الأمريكية بأعتباره مشروع مشترك مع تومز هاردوير . وفي عام 2003، انتقل موقع ذا رجستر نسخة الولايات المتحدة إلى theregister.com. وليتم دمجهما لاحقًا ليصبح theregister.co.uk. ويحمل موقع ذا رجستر محتوى مشترك، بما في ذلك قصص BOFH لسيمون ترافاليا.
وأيد ذا رجستر في عام 2010 الإطلاق الناجح للطائرة الورقية التي تم إطلاقها للفضاء، وهو مشروع أعلنوا عنه في عام 2009 اذ يعبر عن اطلاق طائرة ورقية إلى أقصى طبقات الغلاف الجوي العلوي.

## القراء والمحتوى
وفي عام 2011، كان يقرأ موقع ذا رجستر يوميًا من قبل أكثر من 350.000 مستخدم، حسب مكتب مراجعة التوزيعات،  وارتفعت الحصيلة إلى 468000 مستخدم في اليوم، وإلى حوالي 9.5 مليون مستخدم شهريًا بحلول عام 2013. واستحوذت كل من المملكة المتحدة والولايات المتحدة الأمريكية في نوفمبر2011، على قرابة الـ 42٪ إلى 34٪ من عدد مرات ظهور الصفحات بشكل متكرر، وتعد كندا ثاني أهم المصادر زياراتاً للصفحات بنسبة تصل إلى 3٪. واستحوذت أيضا كل من المملكة المتحدة والولايات المتحدة الأمريكية في عام 2012 على قرابة الـ 41٪ إلى 28٪ من مرات ظهور الصفحة على التوالي، وتمتلك كندا نسبة 3.61٪ من الزيارات.
وتغطي قناة ذا رجستر مجال أعمال الكمبيوتر والاخبار التجارية التي تشمل نشرات صحفية تتعلق بالأعمال، وتقوم ريج للمعدات بتغطية أخبار ومقالات تخص أجهزة الكمبيوتر والأجهزة الإلكترونية الاستهلاكية، وتعد ريج للأبحاث مورد متعمق في التقنيات وعملية ارتباطها بالأعمال.
وتم اقتباس قصصهم من قبل مصادر اخبارية رائدة وتستخدم أيضًا كنسخ معلوماتيه احتياطية. وتقوم القصص في المجلات الأخرى بالتركيز على فضائحهم. وقد نشرت انفورميشن ويك قصة تحت عنوان قصة ذا رجستر في نيويورك تايمز 
في سبتمبر 2018، كانت ذا اليكسا تحتل المرتبة #7.194 

### الكُتاب
ورغم انهم يمتلكون مراسلين يعملون بأسمائهم الأولى الا انه لديهم اشخاص يعملون وهم مجهولوا الهوية،  وأحد كتّاب الاعمدة في الصحيفة لديهم يلقب نفسه باسم الجبان مجهول الهوية؛  يستخدم البعض منهم الحروف الاولية من اسمائهم.

## التحقيق في عيوب رقاقات إنتل
استطاع موقع ذا رجستر في 6 فبراير 2017، من ان يصبح أول متنفس إخباري يتقصى بدقة في العيوب المكتشفه حديثاً في معدات شركة سيسكو (وغيرها من الشركات المصنعة الأخرى) والتي تعدور بأضرار خطيرة على معالجات سلسلة Atom C2000 من انتل.
ونشر ذا رجستر في حوالي 3 يناير 2018، أخبارًا عاجلة عن تحقيقات Google التي استمرت لفترة طويلة تخص تصاميم معالجات شركة انتل، وجائت التحقيقات بالكشف عن عيبًا خطيرًا في تصاميم رقائق انتل والذي سيجبر كل من مايكروسوفت ولينكس وابل على تحديث أنظمة تشغيها لأجهزة الكمبيوتر في مختلف انحاء العالم.

## النقد / الجدل
وقد كتب موقع ذا رجستر كل من العناوين والقصص التي من شأنها ان تشعل لهب الحرب مع صحيفة الجارديان، وذلك باستخدام اسم مستعار تحت عنوان العين الخاصة مشيراً إلى الجارديان مستخدمين أسلوب يوضح تستر صحيفة داكر على تورط صحيفة صن سينتنال في انهيار المخازن على المدى القصير. («كيف استطاعت الروبوتات تدمير يونايتد إيرلاينز»)  واستخدم موقع ذا رجستر عناوين رئيسة يتهم فيها صحيفة الجارديان مثل «تشويه خطير» صحيفة طبيعية لكن بأسلوب مثير للجدل.